# Рыжебрюхий прыгун
Рыжебрюхий прыгун или прыгун-молох (лат. Plecturocebus moloch), — вид приматов из семейства саковых.

## Описание
Длина тела в среднем 333 мм для самцов и 331 мм для самок. Половой диморфизм не выражен. Хвост длиннее тела. Вес самцов от 850 до 1200 г, вес самок от 700 до 1020 г. Зубная формула 2.1.3.32.1.3.3. Уши относительно большие. Шерсть на спине серая, красноватая или коричневая. На лбу белые или чёрные полосы.

## Распространение
Встречаются в бразильской части амазонских джунглей к югу от Амазонки в штатах Мату-Гросу и Пара.

## Поведение
Образуют небольшие группы от двух до четырёх особей. Моногамны. В каждой группе один взрослый самец и одна взрослая самка. Молодняк покидает группу в возрасте от 2 до 3 лет. О потомстве заботятся как самка, так и самец. Предпочитают густые дождевые тропические леса, чаще селятся у источников пресной воды. В рационе в основном фрукты, также листья и насекомые.

## История изучения
Вид описан в 1807 году Иоганном Центурием фон Гофманзегом как Cebus moloch, позже перенесён в род Callicebus, где включался в группу видов C. moloch подрода Callicebus. В 2016 году Byrne с коллегами провели молекулярно-генетическим исследования рода Callicebus, в результате чего рыжебрюхого прыгуна с родственными видами выделили в новый род Plecturocebus, где он является типовым видом рода и для так называемой moloch group внутри него.